# 6752 Ashley
6752 Ashley eller 4150 T-1 är en asteroid i huvudbältet som upptäcktes den 26 mars 1971 av den nederländsk-amerikanske astronomen Tom Gehrels och det nederländska astronomparet Ingrid van Houten-Groeneveld och Cornelis Johannes van Houten vid Palomarobservatoriet. Den är uppkallad efter den amerikanske astronomen Ashley Thomas McDermott.
Asteroiden har en diameter på ungefär 7 kilometer.